# China Asian Sevens 2024
China Asian Sevens 2024 – ósma edycja wchodzącego w skład mistrzostw Azji turnieju China Asian Sevens przeznaczonego dla męskich reprezentacji narodowych w rugby 7. Odbyła się w dniach 21–22 września 2024 roku na Hangzhou Normal University w Hangzhou będąc drugim turniejem sezonu 2024.

## Informacje ogólne
Rozegrane na Hangzhou Normal University zawody były drugim turniejem sezonu 2024 i wzięło w nich udział osiem reprezentacji. Drużyny rywalizowały w pierwszym dniu systemem kołowym podzielone na dwie czterozespołowe grupy, po czym czwórka najlepszych awansowała do półfinałów, a pozostałe zmierzyły się w walce o Plate. Sędziowie zawodów.
W turnieju triumfowali reprezentanci Hongkongu, najwięcej punktów zdobył Chińczyk Shan Changshun, a w klasyfikacji przyłożeń z pięcioma zwyciężyli Japończycy Ryosei Takai i Takemichi Nakano.

## Faza grupowa

### Grupa A
| 21 września 202410:00 | Korea Południowa | 19:0 | Tajlandia | Hangzhou Normal University, Hangzhou |
| 21 września 202410:00 |                  | 19:0 |           | Hangzhou Normal University, Hangzhou |

| 21 września 202410:25 | Hongkong | 38:0 | Singapur | Hangzhou Normal University, Hangzhou |
| 21 września 202410:25 |          | 38:0 |          | Hangzhou Normal University, Hangzhou |

| 21 września 202413:20 | Korea Południowa | 12:26 | Singapur | Hangzhou Normal University, Hangzhou |
| 21 września 202413:20 |                  | 12:26 |          | Hangzhou Normal University, Hangzhou |

| 21 września 202413:45 | Hongkong | 45:0 | Tajlandia | Hangzhou Normal University, Hangzhou |
| 21 września 202413:45 |          | 45:0 |           | Hangzhou Normal University, Hangzhou |

| 21 września 202416:40 | Tajlandia | 17:14 | Singapur | Hangzhou Normal University, Hangzhou |
| 21 września 202416:40 |           | 17:14 |          | Hangzhou Normal University, Hangzhou |

| 21 września 202417:05 | Hongkong | 27:0 | Korea Południowa | Hangzhou Normal University, Hangzhou |
| 21 września 202417:05 |          | 27:0 |                  | Hangzhou Normal University, Hangzhou |

### Grupa B
| 21 września 202410:50 | Japonia | 40:12 | Malezja | Hangzhou Normal University, Hangzhou |
| 21 września 202410:50 |         | 40:12 |         | Hangzhou Normal University, Hangzhou |

| 21 września 202411:15 | Chiny | 26:12 | Zjednoczone Emiraty Arabskie | Hangzhou Normal University, Hangzhou |
| 21 września 202411:15 |       | 26:12 |                              | Hangzhou Normal University, Hangzhou |

| 21 września 202414:10 | Japonia | 29:14 | Zjednoczone Emiraty Arabskie | Hangzhou Normal University, Hangzhou |
| 21 września 202414:10 |         | 29:14 |                              | Hangzhou Normal University, Hangzhou |

| 21 września 202414:35 | Chiny | 35:0 | Malezja | Hangzhou Normal University, Hangzhou |
| 21 września 202414:35 |       | 35:0 |         | Hangzhou Normal University, Hangzhou |

| 21 września 202417:30 | Malezja | 7:22 | Zjednoczone Emiraty Arabskie | Hangzhou Normal University, Hangzhou |
| 21 września 202417:30 |         | 7:22 |                              | Hangzhou Normal University, Hangzhou |

| 21 września 202417:55 | Chiny | 19:21 | Japonia | Hangzhou Normal University, Hangzhou |
| 21 września 202417:55 |       | 19:21 |         | Hangzhou Normal University, Hangzhou |

## Faza pucharowa

### Cup
|  |                  |                  |           |                   |    |          |          |       |
|  | Półfinały        | Półfinały        | Półfinały |                   |    | Finał    | Finał    | Finał |
|  | Półfinały        | Półfinały        | Półfinały |                   |    | Finał    | Finał    | Finał |
|  |                  |                  |           |                   |    |          |          |       |
|  |                  |                  |           |                   |    |          |          |       |
|  | Hongkong         | Hongkong         | 29        |                   |    |          |          |       |
|  | Hongkong         | Hongkong         | 29        |                   |    |          |          |       |
|  | Chiny            | Chiny            | 7         |                   |    |          |          |       |
|  | Chiny            | Chiny            | 7         |                   |    | Hongkong | Hongkong | 24    |
|  |                  |                  |           |                   |    | Hongkong | Hongkong | 24    |
|  |                  |                  | Japonia   | Japonia           | 19 |          |          |       |
|  | Korea Południowa | Korea Południowa | Japonia   | Japonia           | 19 | 12       |          |       |
|  | Korea Południowa | Korea Południowa |           |                   |    |          |          |       |
|  | Japonia          | Japonia          | 35        |                   |    |          |          |       |
|  | Japonia          | Japonia          | 35        | Mecz o 3. miejsce |    |          |          |       |
|  |                  |                  |           |                   |    |          |          |       |
|  |                  |                  |           |                   |    |          |          |       |
|  |                  |                  |           |                   |    |          |          |       |
|  | Chiny            | Chiny            | 38        |                   |    |          |          |       |
|  | Chiny            | Chiny            | 38        |                   |    |          |          |       |
|  | Korea Południowa | Korea Południowa | 0         |                   |    |          |          |       |
|  | Korea Południowa | Korea Południowa | 0         |                   |    |          |          |       |

| 22 września 202410:50 | Hongkong | 29:7 | Chiny | Hangzhou Normal University, Hangzhou |
| 22 września 202410:50 |          | 29:7 |       | Hangzhou Normal University, Hangzhou |

| 22 września 202411:15 | Korea Południowa | 12:35 | Japonia | Hangzhou Normal University, Hangzhou |
| 22 września 202411:15 |                  | 12:35 |         | Hangzhou Normal University, Hangzhou |

| 22 września 202415:50 | Hongkong | 24:19 | Japonia | Hangzhou Normal University, Hangzhou |
| 22 września 202415:50 |          | 24:19 |         | Hangzhou Normal University, Hangzhou |

| 22 września 202415:00 | Chiny | 38:0 | Korea Południowa | Hangzhou Normal University, Hangzhou |
| 22 września 202415:00 |       | 38:0 |                  | Hangzhou Normal University, Hangzhou |

### Plate
|  |                              |                              |                              |                              |    |         |         |       |
|  | Półfinały                    | Półfinały                    | Półfinały                    |                              |    | Finał   | Finał   | Finał |
|  | Półfinały                    | Półfinały                    | Półfinały                    |                              |    | Finał   | Finał   | Finał |
|  |                              |                              |                              |                              |    |         |         |       |
|  |                              |                              |                              |                              |    |         |         |       |
|  | Singapur                     | Singapur                     | 10                           |                              |    |         |         |       |
|  | Singapur                     | Singapur                     | 10                           |                              |    |         |         |       |
|  | Malezja                      | Malezja                      | 24                           |                              |    |         |         |       |
|  | Malezja                      | Malezja                      | 24                           |                              |    | Malezja | Malezja | 17    |
|  |                              |                              |                              |                              |    | Malezja | Malezja | 17    |
|  |                              |                              | Zjednoczone Emiraty Arabskie | Zjednoczone Emiraty Arabskie | 12 |         |         |       |
|  | Tajlandia                    | Tajlandia                    | Zjednoczone Emiraty Arabskie | Zjednoczone Emiraty Arabskie | 12 | 10      |         |       |
|  | Tajlandia                    | Tajlandia                    |                              |                              |    |         |         |       |
|  | Zjednoczone Emiraty Arabskie | Zjednoczone Emiraty Arabskie | 14                           |                              |    |         |         |       |
|  | Zjednoczone Emiraty Arabskie | Zjednoczone Emiraty Arabskie | 14                           | Mecz o 3. miejsce            |    |         |         |       |
|  |                              |                              |                              |                              |    |         |         |       |
|  |                              |                              |                              |                              |    |         |         |       |
|  |                              |                              |                              |                              |    |         |         |       |
|  | Singapur                     | Singapur                     | 12                           |                              |    |         |         |       |
|  | Singapur                     | Singapur                     | 12                           |                              |    |         |         |       |
|  | Tajlandia                    | Tajlandia                    | 27                           |                              |    |         |         |       |
|  | Tajlandia                    | Tajlandia                    | 27                           |                              |    |         |         |       |

| 22 września 202410:00 | Singapur | 10:24 | Malezja | Hangzhou Normal University, Hangzhou |
| 22 września 202410:00 |          | 10:24 |         | Hangzhou Normal University, Hangzhou |

| 22 września 202410:25 | Tajlandia | 10:14 | Zjednoczone Emiraty Arabskie | Hangzhou Normal University, Hangzhou |
| 22 września 202410:25 |           | 10:14 |                              | Hangzhou Normal University, Hangzhou |

| 22 września 202413:45 | Malezja | 17:12 | Zjednoczone Emiraty Arabskie | Hangzhou Normal University, Hangzhou |
| 22 września 202413:45 |         | 17:12 |                              | Hangzhou Normal University, Hangzhou |

| 22 września 202413:20 | Singapur | 12:27 | Tajlandia | Hangzhou Normal University, Hangzhou |
| 22 września 202413:20 |          | 12:27 |           | Hangzhou Normal University, Hangzhou |

## Klasyfikacja końcowa
| Miejsce | Reprezentacja                | Punkty |
| ------- | ---------------------------- | ------ |
| 1       | Hongkong                     | 12     |
| 2       | Japonia                      | 10     |
| 3       | Chiny                        | 8      |
| 4       | Korea Południowa             | 7      |
| 5       | Malezja                      | 5      |
| 6       | Zjednoczone Emiraty Arabskie | 4      |
| 7       | Tajlandia                    | 2      |
| 8       | Singapur                     | 1      |